# Hydraena adrastea
Hydraena adrastea är en skalbaggsart som beskrevs av Armand D'Orchymont 1948. Hydraena adrastea ingår i släktet Hydraena och familjen vattenbrynsbaggar. Inga underarter finns listade i Catalogue of Life.